# Microsca hedilalis
Microsca hedilalis är en fjärilsart som beskrevs av Walker 1859. Microsca hedilalis ingår i släktet Microsca och familjen Thyrididae. Inga underarter finns listade i Catalogue of Life.